# Oregon kormányzóinak listája
Ez a lista az Amerikai Egyesült Államok Oregon államának kormányzóit sorolja föl. A 16. század során ez a föld őslakó amerikai csoportok; mint például a bannock, chasta, csinúk, kalapuya, klamath, molalla, nez perce, takelma és az umpqua törzsek otthona volt.
1778-ban James Cook átjáró után kutatva fedezte fel a partokat. 1805–1806-ban Meriwether Lewis és William Clark expedíciója utazott keresztül és vizsgálta meg a területet Louisiana megvásárlása előtt. Kutatásaik során a Columbia torkolatához közel megépítették a Fort Clatsopot, téli szálláshelyüket. Az expedíción részt vett David Thompson, angol utazó, akinek 1811-ben megjelent publikációja szerint ez a vidék kimeríthetetlen prémvadász terület. Szintén abban az évben a New York-i John Jacob Astor a Columbia folyó torkolatánál megalapította a Fort Astoria települést, a Pacific Fur Company nyugati, kihelyezett prémvadász cégének telepét. Ez volt az első állandó fehér település Oregonban.
Az 1812-es brit–amerikai háború során a Pacific telepei brit ellenőrzés alá kerültek. Az 1820-as és 1830-as években a Hudson's Bay Company nyert ellenőrzés a terület felett. A társaság főhadiszállása Washington D.C.-ben volt.
1842–43 folyamán sok új telepes érkezett erre a területre, s ideiglenes kormányzatot hozott létre. Az Egyesült Államok és az Egyesült Királyság megállapodása alapján közösen népesítették be Oregon megyét. Végül 1846-ban az Oregon Egyezményben a 49. szélességi fokkal párhuzamosan állapították meg a határt az Egyesült Államok és a Brit-Amerika között. 1848-ban hivatalosan is megalapították az Oregon Territoryt.
A kongresszus igyekezett elősegíteni új immigránsok letelepedését, és az indián lakosságot rezervátumokban helyezték el.
1859. február 14-én, sorrendben harmincharmadikként az állam csatlakozott az Unióhoz.
A kormányzói széket négy évre lehet elnyerni, s az adott személy egyszer újraválasztható, majd szünet után ismét választhatóvá válik.
Jelenleg a 39. kormányzó, a Demokrata Párthoz tartozó Tina Kotek tölti be a tisztséget 2023. január 9. óta. Oregonban nem választanak kormányzóhelyettest, feladatát a szenátus elnöke tölti be.

## Párthovatartozás
| Párt | Párt         | Kormányzók |
| ---- | ------------ | ---------- |
|      | Republikánus | 20         |
|      | Demokrata    | 18         |
| FÜGG | Független    | 1          |

## Ideiglenes kormányzat
| # | Kép | Név                          | Tagja                                                    | Hivatali idő |
| - | --- | ---------------------------- | -------------------------------------------------------- | ------------ |
| 1 |     | Első végrehajtó bizottság    | - David Hill - Alanson Beers - Joseph Gale               | 1843–1844    |
| 2 |     | Második végrehajtó bizottság | - Peter G. Stewart - Osborne Russell - William J. Bailey | 1844–1845    |
| 3 |     | George Abernethy             |                                                          | 1845–1848    |

## Az Oregoni terület kormányzói
| Whig Párt Demokrata Párt Republikánus Párt | Whig Párt Demokrata Párt Republikánus Párt | Whig Párt Demokrata Párt Republikánus Párt | Whig Párt Demokrata Párt Republikánus Párt | Whig Párt Demokrata Párt Republikánus Párt | Whig Párt Demokrata Párt Republikánus Párt | Whig Párt Demokrata Párt Republikánus Párt |
| #                                          | Kép                                        | Kormányzó                                  | Hivatali idő kezdete                       | Hivatali idő vége                          | Kinevező elnök neve                        | Párt                                       |
| ------------------------------------------ | ------------------------------------------ | ------------------------------------------ | ------------------------------------------ | ------------------------------------------ | ------------------------------------------ | ------------------------------------------ |
| 1                                          |                                            | Joseph Lane                                | 1849. március 3.                           | 1850. június 18.                           | James Polk                                 |                                            |
| –                                          |                                            | Kintzing Prichette                         | 1850. június 18.                           | 1850. augusztus 18.                        | helyettesként                              |                                            |
| 2                                          |                                            | John P. Gaines                             | 1850. augusztus 18.                        | 1853. május 16.                            | Zachary Taylor                             |                                            |
| –                                          |                                            | Joseph Lane                                | 1853. május 16.                            | 1853. május 19.                            | helyettesként                              |                                            |
| –                                          |                                            | George Law Curry                           | 1853. május 19.                            | 1853. december 2.                          | helyettesként                              |                                            |
| 3                                          |                                            | John W. Davis                              | 1853. december 2.                          | 1854. augusztus 1.                         | Franklin Pierce                            |                                            |
| 4                                          |                                            | George Law Curry                           | 1854. augusztus 1.                         | 1859. március 3.                           | Franklin Pierce                            |                                            |

## Oregon szövetségi állam kormányzói
| Oregon kormányzóinak listája     | Oregon kormányzóinak listája     | Oregon kormányzóinak listája     | Oregon kormányzóinak listája     | Oregon kormányzóinak listája     | Oregon kormányzóinak listája     | Oregon kormányzóinak listája                                                                         |
| Demokrata Párt Republikánus Párt | Demokrata Párt Republikánus Párt | Demokrata Párt Republikánus Párt | Demokrata Párt Republikánus Párt | Demokrata Párt Republikánus Párt | Demokrata Párt Republikánus Párt | Demokrata Párt Republikánus Párt                                                                     |
| #                                | Kép                              | Kormányzó                        | Hivatali idő kezdete             | Hivatali idő vége                | Párt                             | Egyéb választott (szövetségi) tisztségei                                                             |
| -------------------------------- | -------------------------------- | -------------------------------- | -------------------------------- | -------------------------------- | -------------------------------- | --- |
| 1                                |                                  | John Whiteaker                   | 1859. március 3.                 | 1862. szeptember 10.             |                                  | Az Egyesült Államok képviselőházának tagja (1879–1881)                                               |
| 2                                |                                  | A. C. Gibbs                      | 1862. szeptember 10.             | 1866. szeptember 12.             |                                  | |
| 3                                |                                  | George L. Woods                  | 1866. szeptember 12.             | 1870. szeptember 14.             |                                  | |
| 4                                |                                  | La Fayette Grover                | 1870. szeptember 14.             | 1877. február 1.                 |                                  | Az Egyesült Államok képviselőházának tagja (1859) Az Egyesült Államok szenátusának tagja (1877–1883) |
| 5                                |                                  | Stephen F. Chadwick              | 1877. február 1.                 | 1878. szeptember 11.             |                                  | |
| 6                                |                                  | W. W. Thayer                     | 1878. szeptember 11.             | 1882. szeptember 13.             |                                  | |
| 7                                |                                  | Z. F. Moody                      | 1882. szeptember 13.             | 1887. január 12.                 |                                  | |
| 8                                |                                  | Sylvester Pennoyer               | 1887. január 12.                 | 1895. január 14.                 |                                  | |
| 9                                |                                  | William Paine Lord               | 1895. január 14.                 | 1899. január 9.                  |                                  | Az Egyesült Államok nagykövete Argentínában (1900–1903)                                              |
| 10                               |                                  | T. T. Geer                       | 1899. január 9.                  | 1903. január 15.                 |                                  | |
| 11                               |                                  | George Chamberlain               | 1903. január 15.                 | 1909. március 1.                 |                                  | Az Egyesült Államok szenátusának tagja (1909–1921)                                                   |
| 12                               |                                  | Frank W. Benson                  | 1909. március 1.                 | 1910. június 17.                 |                                  | |
| 13                               |                                  | Jay Bowerman                     | 1910. június 17.                 | 1911. január 11.                 |                                  | |
| 14                               |                                  | Oswald West                      | 1911. január 11.                 | 1915. január 12.                 |                                  | |
| 15                               |                                  | James Withycombe                 | 1915. január 12.                 | 1919. március 3.                 |                                  | |
| 16                               |                                  | Ben W. Olcott                    | 1919. március 3.                 | 1923. január 8.                  |                                  | |
| 17                               |                                  | Walter M. Pierce                 | 1923. január 8.                  | 1927. január 10.                 |                                  | Az Egyesült Államok képviselőházának tagja (1933–1943)                                               |
| 18                               |                                  | I. L. Patterson                  | 1927. január 10.                 | 1929. december 22.               |                                  | |
| 19                               |                                  | A. W. Norblad                    | 1929. december 22.               | 1931. január 12.                 |                                  | |
| 20                               |                                  | Julius L. Meier                  | 1931. január 12.                 | 1935. január 14.                 | FÜGG                             | |
| 21                               |                                  | Charles H. Martin                | 1935. január 14.                 | 1939. január 9.                  |                                  | Az Egyesült Államok képviselőházának tagja (1931–1935)                                               |
| 22                               |                                  | Charles A. Sprague               | 1939. január 9.                  | 1943. január 11.                 |                                  | |
| 23                               |                                  | Earl Snell                       | 1943. január 11.                 | 1947. október 30.                |                                  | |
| 24                               |                                  | John H. Hall                     | 1947. október 30.                | 1949. január 10.                 |                                  | |
| 25                               |                                  | Douglas McKay                    | 1949. január 10.                 | 1952. december 27.               |                                  | Az Egyesült Államok belügyi államtitkára (1953–1956)                                                 |
| 26                               |                                  | Paul L. Patterson                | 1952. december 27.               | 1956. február 1.                 |                                  | |
| 27                               |                                  | Elmo Smith                       | 1956. február 1.                 | 1957. január 14.                 |                                  | |
| 28                               |                                  | Robert D. Holmes                 | 1957. január 14.                 | 1959. január 12.                 |                                  | |
| 29                               |                                  | Mark Hatfield                    | 1959. január 12.                 | 1967. január 9.                  |                                  | Az Egyesült Államok szenátusának tagja (1967–1997)                                                   |
| 30                               |                                  | Tom McCall                       | 1967. január 9.                  | 1975. január 13.                 |                                  | |
| 31                               |                                  | Robert W. Straub                 | 1975. január 13.                 | 1979. január 8.                  |                                  | |
| 32                               |                                  | Victor G. Atiyeh                 | 1979. január 8.                  | 1987. január 12.                 |                                  | |
| 33                               |                                  | Neil Goldschmidt                 | 1987. január 12.                 | 1991. január 14.                 |                                  | Az Egyesült Államok közlekedési államtitkára (1979–1981)                                             |
| 34                               |                                  | Barbara Roberts                  | 1991. január 14.                 | 1995. január 9.                  |                                  | |
| 35                               |                                  | John Kitzhaber                   | 1995. január 9.                  | 2003. január 13.                 |                                  | |
| 36                               |                                  | Ted Kulongoski                   | 2003. január 13.                 | 2011. január 10.                 |                                  | |
| 37                               |                                  | John Kitzhaber                   | 2011. január 10.                 | 2015. február 18.                |                                  | |
| 38                               |                                  | Kate Brown                       | 2015. február 18.                | 2023. január 9.                  |                                  | |
| 39                               |                                  | Tina Kotek                       | 2023. január 9.                  | hivatalban                       |                                  | |